# Simon Derksen
Simon Derksen (* 25. September 1983 in Essen) ist ein deutscher Synchronsprecher und Schauspieler.

## Leben
Simon Derksen absolvierte von 2006 bis 2011 ein Schauspielstudium an der Hochschule der Künste Bern. Seit 2012 ist er überwiegend als Synchronsprecher in Berlin tätig.

## Synchronrollen (Auswahl)

### Filme
- 2014: Dracula Untold: Paul Bullion als Nicolae
- 2016: Divines: Farid Larbi als Reda
- 2017: No Way Out – Gegen die Flammen: Ryan Michael Busch als Dustin DeFord
- 2017: God’s Own Country: Josh O’Connor als Johnny Saxby
- 2018: Aufbruch zum Mond: Patrick Fugit als Elliot See
- 2019: Stiller Verdacht – Steve Achiepo als Mademba Bouyoute
- 2018: Jonas – Vergiss mich nicht: Félix Maritaud als Jonas

### Fernsehserien
- 2013: Die Bibel: Joe Coen als Joseph
- 2013–2014: The Originals: Eka Darville als Diego
- 2014–2016: Teen Wolf: Khylin Rhambo als Mason Hewitt
- 2014–2017: Orange Is the New Black: Ian Paola als Yadriel
- 2015: Vikings: Edvin Endre als Erlendur
- 2015–2017: Rosewood: Morris Chestnut als Beaumont Rosewood
- 2015–2016: Limitless: Hill Harper als Spellman Boyle
- 2015–2018: Quantico: Jake McLaughlin als Ryan Booth
- 2016–2021: Bull: Freddy Rodríguez als Benny
- 2017–2019: Legion: Jeremie Harris als Ptonomy Wallace
- 2017: Marvel’s The Punisher: Michael Nathanson als Sam Stein
- 2017: Girlboss: Alphonso McAuley als Dax
- 2017: Better Call Saul: Maximino Arciniega als Krazy-8
- 2017: Countdown Copenhagen: Muhamed Hadzovic als Charlie
- 2017–2018: The Gifted: Blair Redford als John Proudstar
- 2017–2021: Haikyu!!: als Asahi Azumane (Animeserie)
- 2018–2023: Mayans M.C.: J. D. Pardo als Ezekiel „EZ“ Reyes
- 2018: Seattle Firefighters – Die jungen Helden (Station 19): Okieriete Onaodowan als Dean Miller
- 2018: Mysterious Mermaids: Ian Verdun als Xander McClure
- 2018: Deception – Magie des Verbrechens: Jack Cutmore-Scott als Cameron Black/Jonathan Black